# Liste der Kulturdenkmäler in Grävenwiesbach
Die folgende Liste enthält die in der Denkmaltopographie ausgewiesenen Kulturdenkmäler auf dem Gebiet  der Gemeinde Grävenwiesbach, Hochtaunuskreis, Hessen.
Hinweis: Die Reihenfolge der Denkmäler in dieser Liste orientiert sich zunächst an Ortsteilen und anschließend der Anschrift, alternativ ist sie auch nach der Bezeichnung, der vom Landesamt für Denkmalpflege vergebenen Nummer oder der Bauzeit sortierbar.
Kulturdenkmäler werden fortlaufend im Denkmalverzeichnis des Landes Hessen durch das Landesamt für Denkmalpflege Hessen auf Basis des Hessischen Denkmalschutzgesetzes (HDSchG) geführt. Die Schutzwürdigkeit eines Kulturdenkmals hängt nicht von der Eintragung in das Denkmalverzeichnis des Landes Hessen oder der Veröffentlichung in der Denkmaltopographie ab.

Das Vorhandensein oder Fehlen eines Objekts in dieser Liste ist keine rechtsverbindliche Auskunft darüber, ob es Kulturdenkmal ist oder nicht: Diese Liste entspricht möglicherweise nicht dem aktuellen Stand der offiziellen Denkmaltopographie. Diese ist für Hessen in den entsprechenden Bänden der Denkmaltopographie Bundesrepublik Deutschland und im Internet unter DenkXweb – Kulturdenkmäler in Hessen einsehbar. Auch diese Quellen sind, obwohl sie durch das Landesamt für Denkmalpflege Hessen aktualisiert werden, nicht immer aktuell, da es im Denkmalbestand immer wieder Änderungen gibt.
Eine verbindliche Auskunft erteilt allein das Landesamt für Denkmalpflege Hessen.
Nutze diese Kartenansicht, um Koordinaten in der Liste zu setzen. In dieser Kartenansicht sind Kulturdenkmale ohne Koordinaten mit einem roten bzw. orangen Marker dargestellt und können in der Karte gesetzt werden. Kulturdenkmale ohne Bild sind mit einem blauen bzw. roten Marker gekennzeichnet, Kulturdenkmale mit Bild mit einem grünen bzw. orangen Marker.

## Grävenwiesbach
| Bild                    | Bezeichnung                              | Lage | Beschreibung     | Bauzeit                        | Objekt-Nr. |
| ----------------------- | ---------------------------------------- | --- | ---------------- | ------------------------------ | ---------- |
| Hasselborner Tunnel     | Hasselborner Tunnel                      | Grävenwiesbach, Am Tunnel, Am Tunnel 4, 9, 11, Eisern Hand, Wellerstraße, Wolfskaut LageFlur: 4, 8, Flurstück: 18, 21, 22, 3/3, 5/1, 4/10, 4/7, 4/8, 4/9 |                  | 1910–1912                      | 738262 DDB |
| weitere Bilder          | Jüdischer Friedhof                       | Grävenwiesbach, Auf dem Ohlenberg (Gartenstraße) LageFlur: 17, Flurstück: 15                                                                             |                  |                                | 100652 DDB |
| Bild gesucht BW         | Fachwerkwohnhaus Die Pforte 2            | Grävenwiesbach, Die Pforte 2 LageFlur: 20, Flurstück: 17/8                                                                                               | Fachwerkwohnhaus | um 1700                        | 100198 DDB |
| weitere Bilder          | Brunnen                                  | Grävenwiesbach, Mönstädter Straße LageFlur: 20, Flurstück: 51/11                                                                                         |                  | 2. Hälfte des 19. Jahrhunderts | 738258 DDB |
| weitere Bilder          | Bahnhofempfangsgebäude und Güterhalle    | Grävenwiesbach, Naunstädter Straße 25 LageFlur: 16, Flurstück: 1/4                                                                                       |                  | 1909 bis 1912                  | 100200 DDB |
| Schulstraße 7           | Fachwerkwohnhaus Schulstraße 7           | Grävenwiesbach, Schulstraße 7 LageFlur: 21, Flurstück: 23/2                                                                                              |                  | 1607Inschrift am Haus          | 100201 DDB |
| weitere Bilder          | Hofanlage Schulstraße 13                 | Grävenwiesbach, Schulstraße 13 LageFlur: 20, Flurstück: 59                                                                                               |                  |                                | 100202 DDB |
| Schulstraße 14          | Evangelisches Pfarrhaus                  | Grävenwiesbach, Schulstraße 14 LageFlur: 19, Flurstück: 3/1                                                                                              |                  | 1836–1838                      | 135945 DDB |
| weitere Bilder          | Bürgerhaus                               | Grävenwiesbach, Wuenheimer Platz 1 LageFlur: 20, Flurstück: 62/3                                                                                         |                  | 1847–1848                      | 100667 DDB |
| weitere Bilder          | Evangelische Kirche                      | Grävenwiesbach, Wuenheimer Platz 2 (Schulstraße/Kirchgasse) LageFlur: 20, Flurstück: 65/1                                                                |                  |                                | 100203 DDB |
| Grävenwiesbach Backhaus | Backhaus                                 | Grävenwiesbach, Wuenheimer Platz 3 LageFlur: 20, Flurstück: 64                                                                                           |                  | 1635laut Inschrift             | 100199 DDB |
| Zingelstraße 2          | Wohnhaus eines Hakenhofes Zingelstraße 2 | Grävenwiesbach, Zingelstraße 2 LageFlur: 21, Flurstück: 26                                                                                               |                  |                                | 100204 DDB |

## Heinzenberg
| Bild                        | Bezeichnung            | Lage                                                                      | Beschreibung | Bauzeit         | Objekt-Nr. |
| --------------------------- | ---------------------- | ------------------------------------------------------------------------- | ------------ | --------------- | ---------- |
| Heinzenberg, Bahnhof        | Bahnhofempfangsgebäude | Heinzenberg, Bahnhof LageFlur: 2, Flurstück: 32/4                         |              | 1909            | 100656 DDB |
| weitere Bilder              | Ehrenmal               | Heinzenberg, Unterm Kirchhof (Friedhofsstraße) LageFlur: 4, Flurstück: 99 |              | 1920er Jahre    | 100651 DDB |
| Schulhaus                   | Schulhaus              | Heinzenberg, Usinger Straße 1 LageFlur: 1, Flurstück: 39/1                |              | 1848            | 100680 DDB |
| Altes Rathaus Heinzenberg   | Rathaus                | Heinzenberg, Usinger Straße 12 LageFlur: 1, Flurstück: 2                  |              | 1936            | 100679 DDB |
| Heinzenberg, Brunnenfassung | Brunnenkammer          | Heinzenberg, Usinger Straße 23 LageFlur: 1, Flurstück: 70                 |              | 19. Jahrhundert | 100671 DDB |
| Bild gesucht BW             | Utenhof                | Heinzenberg, Utenhof 1/2 LageFlur: 5, Flurstück: 13, 14                   |              |                 | 100684 DDB |

## Hundstadt
| Bild                           | Bezeichnung                             | Lage                                                                                              | Beschreibung | Bauzeit         | Objekt-Nr. |
| ------------------------------ | --------------------------------------- | ------------------------------------------------------------------------------------------------- | ------------ | --------------- | ---------- |
| Friedhof, Kriegerdenkmal       | Ehrenmal                                | Hundstadt, Am Totenhofe LageFlur: 25, Flurstück: 40                                               |              |                 | 100659 DDB |
| Bild gesucht BW                | Bahnhofempfangsgebäude und Nebengebäude | Hundstadt, Bahnhof 1a LageFlur: 44, Flurstück: 28/7                                               |              |                 | 738261 DDB |
| Brunnen, Hauptstraße 26        | Brunnen                                 | Hundstadt, Hauptstraße 26 LageFlur: 42, Flurstück: 40/1                                           |              | 1871            | 100208 DDB |
| Brunnen Hauptstraße, Weilerweg | Brunnen                                 | Hundstadt, Hauptstraße 49 LageFlur: 43, Flurstück: 23                                             |              | 1893            | 748253 DDB |
| Bild gesucht BW                | Backhaus                                | Hundstadt, Hauptstraße (bei Nr. 50a) LageFlur: 43, Flurstück: 42                                  |              |                 | 135954 DDB |
| Hundstadt Rathaus              | ehemaliges Rathaus                      | Hundstadt, Hauptstraße 64 LageFlur: 43, Flurstück: 11/1                                           |              |                 | 100205 DDB |
| Brunnen Hauptstrasse           | Brunnen                                 | Hundstadt, Hauptstraße 66a, 66c, 66b LageFlur: 44, Flurstück: 41/2                                |              | 1893            | 737813 DDB |
| Bild gesucht BW                | Fachwerkwohnhaus                        | Hundstadt, Hauptstraße 73 LageFlur: 44, Flurstück: 36/1                                           |              | um 1700         | 100206 DDB |
| Bild gesucht BW                | Wohnhaus eines Gehöfts                  | Hundstadt, Hauptstraße 74 LageFlur: 44, Flurstück: 8                                              |              | 18. Jahrhundert | 100207 DDB |
| Brunnen                        | Brunnen                                 | Hundstadt, Hauptstraße 79 LageFlur: 44, Flurstück: 21/3                                           |              |                 | 135944 DDB |
| Brunnen, Naunstaedter Weg      | Brunnen                                 | Hundstadt, Naunstädter Weg (K759) LageFlur: 44, Flurstück: 59/1                                   |              | 1893            | 100660 DDB |
| Bild gesucht BW                | Scheune                                 | Hundstadt, Naunstädter Weg 11 LageFlur: 44, Flurstück: 54/1                                       |              |                 | 100661 DDB |
| Bild gesucht BW                | Wohnhaus                                | Hundstadt, Naunstädter Weg 13 LageFlur: 44, Flurstück: 55/1                                       |              |                 | 100668 DDB |
| Bild gesucht BW                | Eisenbahnbrücke                         | Hundstadt, Bahnstrecke Friedrichsdorf–Albshausen, bei Bahnhofstraße 8 LageFlur: 46, Flurstück: 68 |              | 1908            | 100658 DDB |

## Laubach
| Bild                          | Bezeichnung      | Lage                                                        | Beschreibung | Bauzeit | Objekt-Nr. |
| ----------------------------- | ---------------- | ----------------------------------------------------------- | ------------ | ------- | ---------- |
| weitere Bilder                | Wasserbehälter   | Laubach, Kirchspieler Seite 23 LageFlur: 22, Flurstück: 23  |              |         | 100654 DDB |
| weitere Bilder                | Fachwerkwohnhaus | Laubach, Stockheimer Seite 3 LageFlur: 23, Flurstück: 38    |              |         | 100210 DDB |
| Laubach, Stockheimer Seite 5  | Fachwerkwohnhaus | Laubach, Stockheimer Seite 5 LageFlur: 23, Flurstück: 48/5  |              | um 1700 | 100211 DDB |
| Laubach, Stockheimer Seite 5a | Scheune          | Laubach, Stockheimer Seite 5a LageFlur: 23, Flurstück: 49/1 |              |         | 100212 DDB |
| weitere Bilder                | Brunnen          | Laubach, Stockheimer Seite 20 LageFlur: 23, Flurstück: 33/2 |              | 1887    | 100655 DDB |
| Laubach, Alte Schule          | Schulhaus        | Laubach, Stockheimer Seite 22 LageFlur: 23, Flurstück: 10/3 |              | 1864/65 | 100213 DDB |

## Mönstadt
| Bild            | Bezeichnung                      | Lage                                                                 | Beschreibung | Bauzeit | Objekt-Nr. |
| --------------- | -------------------------------- | -------------------------------------------------------------------- | ------------ | ------- | ---------- |
| weitere Bilder  | Rathaus                          | Mönstadt, Alte Kirchgasse 15 LageFlur: 3, Flurstück: 51              |              | um 1840 | 100662 DDB |
| Bild gesucht BW | Widerlager der Eisengitterbrücke | Mönstadt, Brühlberg, Auf der Wann LageFlur: 1, 8, Flurstück: 3, 64/4 |              |         | 100666 DDB |
| Ernste Mühle    | Ernste Mühle                     | Mönstadt, Ernste Mühle 1 LageFlur: 8, Flurstück: 36/2                |              |         | 100214 DDB |
| Brunnen         | Brunnen                          | Mönstadt, Obergasse LageFlur: 3, Flurstück: 11                       |              |         | 100663 DDB |
| Brunnen         | Brunnen                          | Mönstadt, Obergasse LageFlur: 3, Flurstück: 11                       |              |         | 100664 DDB |
| Hirtenhaus      | Hirtenhaus                       | Mönstadt, Untergasse 6 LageFlur: 3, Flurstück: 45                    |              |         | 100665 DDB |

## Naunstadt
| Bild                     | Bezeichnung             | Lage                                                  | Beschreibung | Bauzeit | Objekt-Nr. |
| ------------------------ | ----------------------- | ----------------------------------------------------- | ------------ | ------- | ---------- |
| Naunstadt Altes Backhaus | Backhaus                | Naunstadt, Bornweg LageFlur: 5, Flurstück: 48         |              |         | 100220 DDB |
| weitere Bilder           | Ehrenmal                | Naunstadt, Friedhofsweg LageFlur: 2, Flurstück: 130/1 |              |         | 738256 DDB |
| Hoftor                   | Hoftor                  | Naunstadt, Zeilstraße 7 LageFlur: 5, Flurstück: 9     |              | 1807    | 100215 DDB |
| Zeilstraße 11            | Hoftor                  | Naunstadt, Zeilstraße 11 LageFlur: 5, Flurstück: 42   |              | 1853    | 100216 DDB |
| weitere Bilder           | Zehntscheune und Hoftor | Naunstadt, Zeilstraße 15 LageFlur: 5, Flurstück: 39   |              |         | 100217 DDB |
| Rathaus Naunstadt        | Rathaus                 | Naunstadt, Zeilstraße 18 LageFlur: 5, Flurstück: 47   |              | 1704    | 100218 DDB |
| Zeilstraße 20            | Wohnhaus                | Naunstadt, Zeilstraße 20 LageFlur: 5, Flurstück: 49/1 |              |         | 100219 DDB |